# Loganville (Pensilvania)
Loganville es un borough ubicado en el condado de York en el estado estadounidense de Pensilvania. En el año 2000 tenía una población de 908 habitantes y una densidad poblacional de 352.9 personas por km².

## Geografía
Loganville se encuentra ubicado en las coordenadas 39°51′19″N 76°42′30″O / 39.85528, -76.70833.

## Demografía
Según la Oficina del Censo en 2000 los ingresos medios por hogar en la localidad eran de $37,857 y los ingresos medios por familia eran $47,266. Los hombres tenían unos ingresos medios de $35,875 frente a los $22,438 para las mujeres. La renta per cápita para la localidad era de $18,101. Alrededor del 6.2% de la población estaba por debajo del umbral de pobreza.